# Gastrimargus musicus
Gastrimargus musicus is een sprinkhaan die voorkomt in Australië.